# Turdina cellablava
La turdina cellablava (Turdinus macrodactylus) és un ocell de la família dels pel·lorneids (Pellorneidae).

## Hàbitat i distribució
Habita el sotabosc de la selva pantanosa de les terres baixes al sud-oest de Tailàndia, Malaia, nord-est de Sumatra i Java.